# Política da Suécia
A Suécia é uma monarquia constitucional parlamentarista, em que o chefe de Estado é um monarca, com poderes e funções meramente oficiais e cerimoniais.
O atual rei é Carlos XVI Gustav da Suécia. A herdeira aparente sueca atual é a princesa Vitória, Princesa Herdeira da Suécia, a primogênita do rei, é a primeira na linha de sucessão ao trono sueco.
A governação do país é efetuada pelo governo, liderado pelo primeiro-ministro, e respondendo politicamente perante o parlamento.
A atual primeira-ministra é Magdalena Andersson (Partido Social-Democrata), desde 30 de novembro de 2021.
O Governo Löfven é uma coligação do Partido Social-Democrata com o Partido Verde.

## Parlamento

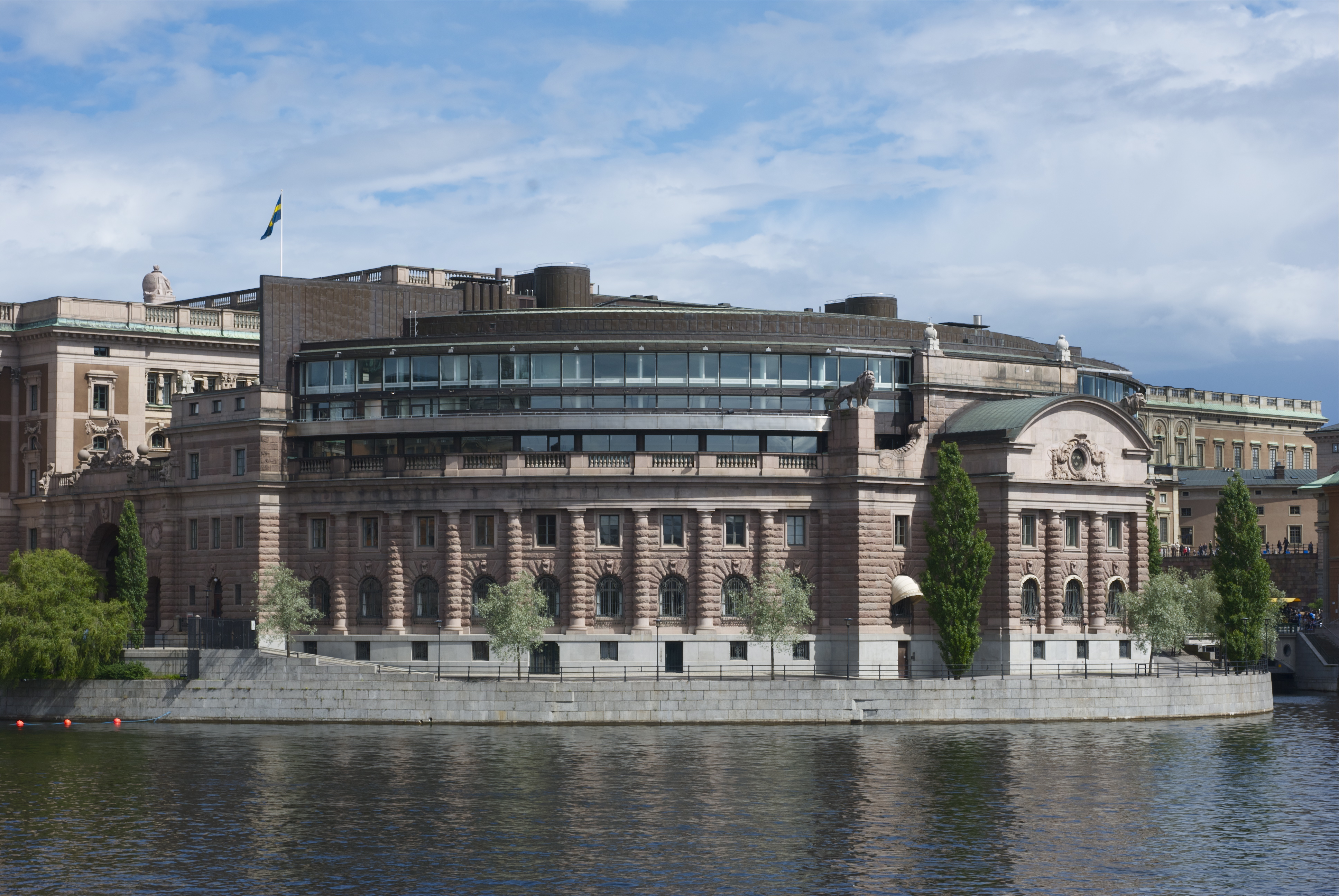
Edifício do parlamento (Riksdag).

O parlamento da Suécia (em sueco, Riksdagen, ou  Sveriges Riksdag) é uma assembleia com 349 membros (em sueco, riksdagsledamöter), eleitos por representação proporcional por quatro anos, havendo uma "barreira mínima de 4%" (fyraprocentsspärren) para poder ter representação parlamentar. O edifício do parlamento encontra-se na ilha Helgeandsholmen em Estocolmo.
O atual porta-voz do parlamento é Urban Ahlin (desde Setembro de 2014). As últimas eleições ocorreram a 14 de Setembro de 2014, tendo o governo maioritário de centro-direita liderado por Fredrik Reinfeldt sido substituído pelo governo minoritário de centro-esquerda de Stefan Löfven.
O parlamento tem autoridade para elaborar leis, efectuar emendas à Constituição e nomear o governo, como é normal numa democracia parlamentar. Normalmente, numa democracia parlamentar o chefe de Estado nomeia um político para formar um governo. Esta tarefa foi retirada ao monarca da Suécia após a aprovação de um novo Instrumento de Governo (uma das quatro leis fundamentais da Constituição da Suécia) em 1974, e entregue ao porta-voz do Riksdag.
Para efectuar quaisquer alterações à Constituição, as emendas têm de ser aprovadas duas vezes pelo parlamento, em dois períodos eleitorais sucessivos separados por uma eleição geral.

#### Composição atual do Parlameto
| Partido | Partido                  | Ideologia               | Espectro                | Mandatos  |
| ------- | ------------------------ | ----------------------- | ----------------------- | --------- |
|         | Partido Social Democrata | Social-democracia       | Centro-esquerda         | 100 / 349 |
|         | Partido Moderado         | Conservadorismo liberal | Centro-direita          | 70 / 349  |
|         | Democratas Suecos        | Nacionalismo sueco      | Direita/Extrema-direita | 62 / 349  |
|         | Partido do Centro        | Agrarianismo            | Centro-direita/Centro   | 31 / 349  |
|         | Partido da Esquerda      | Social democrático      | Esquerda                | 28 / 349  |
|         | Democratas Cristãos      | Democracia cristã       | Centro-direita          | 22 / 349  |
|         | Liberais                 | Liberalismo clássico    | Centro-direita/Centro   | 20 / 349  |
|         | Partido Verde            | Ecologismo              | Centro-esquerda         | 16 / 349  |

## Partidos políticos suecos
Existem oito partidos com representação parlamentar:
| Partido                                                           | Ideologia                               |
| ----------------------------------------------------------------- | --------------------------------------- |
| Partido Social-Democrata Sveriges Socialdemokratiska Arbetarparti | Social-democracia                       |
| Partido Moderado Moderata Samlingspartiet                         | Conservadorismo                         |
| Partido Popular Liberal Folkpartiet Liberalerna                   | Liberalismo social                      |
| Partido Democrata-Cristão Kristdemokraterna                       | Democracia cristã                       |
| Partido da Esquerda Vänsterpartiet                                | Socialismo democrático – Ecossocialismo |
| Partido do Centro Centerpartiet                                   | Centrismo - Agrarianismo                |
| Partido Verde Miljöpartiet de Gröna                               | Ecologismo                              |
| Democratas Suecos Sverigedemokraterna                             | Nacionalismo - Conservadorismo social   |

Além destes, o Partido Pirata (Pirat Partiet), terceiro maior partido do país em número de membros, obteve em 2009, 7,13% dos votos, conquistando uma cadeira no Parlamento Europeu. Porém, não conseguiu atingir a votação mínima para entrar no Parlamento Sueco no ano seguinte.
Os membros do parlamento apoiam normalmente os seus partidos em votação parlamentar. Normalmente, o governo pode angariar o apoio da maioria no parlamento, permitindo o controlo da agenda política pelo governo.
Nenhum partido tem conseguido atingir uma maioria absoluta (mais de 50%) no parlamento há vários anos. Assim, dois partidos com programas políticos semelhantes formam coligações. Existem dois blocos principais no parlamento, um de esquerda (Socialdemokraterna, Vänsterpartiet e Miljöpartiet) e um de direita (Moderaterna, Folkpartiet, Kristdemokraterna e Centerpartiet). Os socialistas formaram governo nas três eleições precedendo a de 2006. Nesta, o país tomou uma viragem política à direita, pois os partidos do bloco da direita obtiveram maioria no parlamento, apesar de o Partido Social Democrata ter sido o mais votado.
O socialismo sueco, tal como praticado pelo Partido Social Democrata até 2006 (actualmente o maior partido da oposição), não antagonizava o capital ou a social-democracia, mais na tradição da Segunda Internacional que na orientação pelo proletariado e ideologia de esquerda.

## Eleições legislativas, regionais e municipais

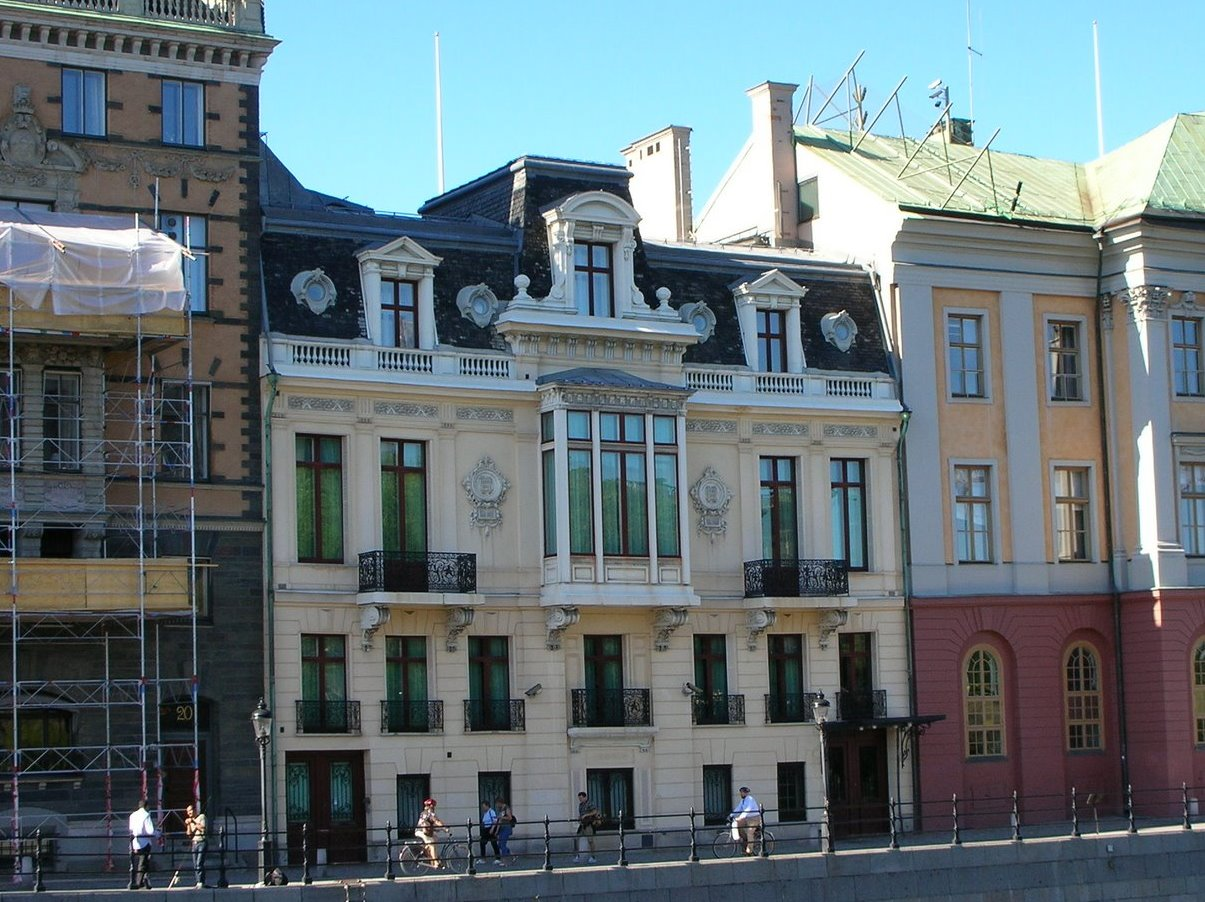
Casa Sagerska, residência oficial do primeiro-ministro da Suécia.

Todos os membros do parlamento são eleitos através de eleições gerais a cada quatro anos. As eleições ocorrem no terceiro domingo de Setembro. Todos cidadãos suecos maiores de 18 anos (até ao próprio dia das eleições) podem votar. Os partidos têm de obter um mínimo de 4% nas eleições para poderem ter representação parlamentar (ou 12% numa dada região eleitoral).
Após negociações com os líderes dos diversos partidos com representação parlamentar, o porta-voz do Riksdag nomeia um primeiro-ministro (em sueco, Statsminister). Para formar um governo, o primeiro-ministro deve então apresentar uma lista de ministros para aprovação pelo parlamento.
Paralelamente à eleição para o parlamento (riksdagsval), é feita em simultâneo a eleição para os governos regionais dos condados (landstingsval), e a eleição para os governos municipais (kommunalval). Quaisquer referendos, locais ou nacionais, também são efectuados ao mesmo tempo. Nas eleições de carácter local, podem votar cidadãos estrangeiros com residência registada na Suécia (no caso de cidadãos não pertencentes à União Europeia, com residência registada na Suécia há mais de três anos).

## Governo

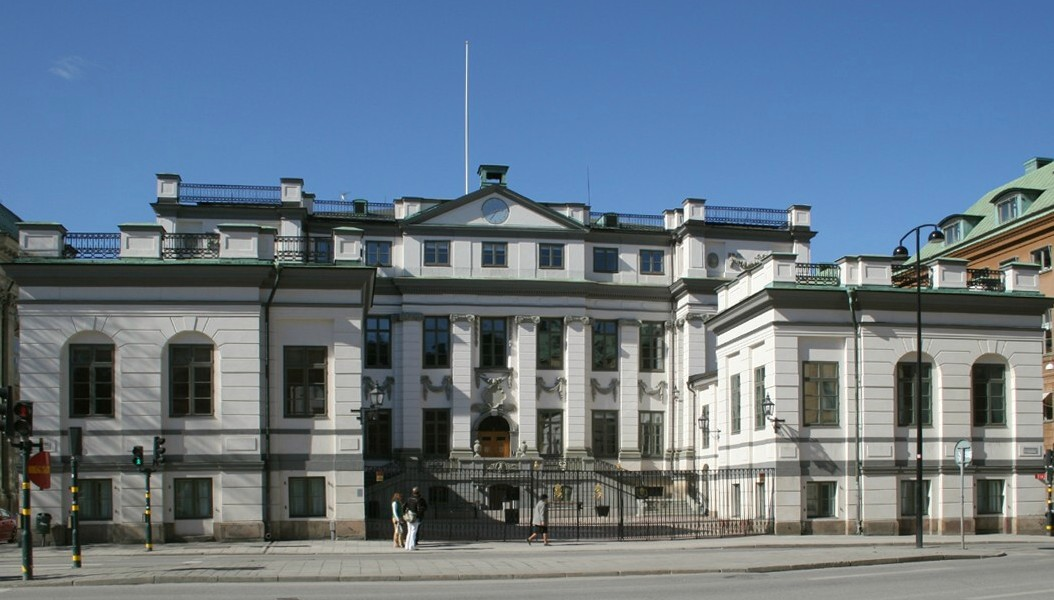
Vista do Palácio Bonde, sede da Suprema Corte da Suécia.

O Governo da Suécia (regering) é constituído pelo primeiro-ministro (statsminister) e pelos ministros por ele nomeados (statsråd).
Cabe ao presidente do parlamento (riksdagens talman) sondar os líderes dos diversos partidos com representação parlamentar, e a partir dessas negociaçõe, nomear o primeiro-ministro. Para formar o governo, o primeiro-ministro deve então apresentar uma lista de ministros para aprovação pelo parlamento.
O parlamento pode dar um voto de não-confiança a qualquer membro do governo, forçando a sua demissão. Se o voto for contra o primeiro-ministro, significa que todo o governo é rejeitado, e o processo de nomeação de um novo governo volta ao início.
Todos os ministros, incluindo o primeiro-ministro, renunciam aos seus assentos parlamentares enquanto desempenham funções governativas. Os ministros não têm de ser obrigatoriamente escolhidos entre os políticos efectivamente eleitos para o parlamento. Quando visitam o Parlamento da Suécia, por exemplo para a sessão semanal de perguntas e respostas, os ministros têm assento separado na assembleia.

## Ministérios
Os ministérios da Suécia (departement) são relativamente pequenos, desempenhando funções globais de execução das decisões políticas.
As agências governamentais (ämbetsverk), de maior dimensão, estão encarregadas da realização administrativa das decisões políticas.
Embora constituídas sob a autoridade de ministérios, estes só podem influenciar as agências através de decisões políticas. Ao contrário do que sucede na maioria dos outros países, na Suécia  está interdita a interferência dos ministros no funcionamento das agências governamentais e nas decisões por estas tomadas (ministerstyre).
A excepção a esta organização é a integração das embaixadas e demais representações consulares da Suécia no estrangeiro; estas organizações e sob a autoridade direta do Ministério dos Negócios Estrangeiros, onde se encontram integradas.

## Galeria

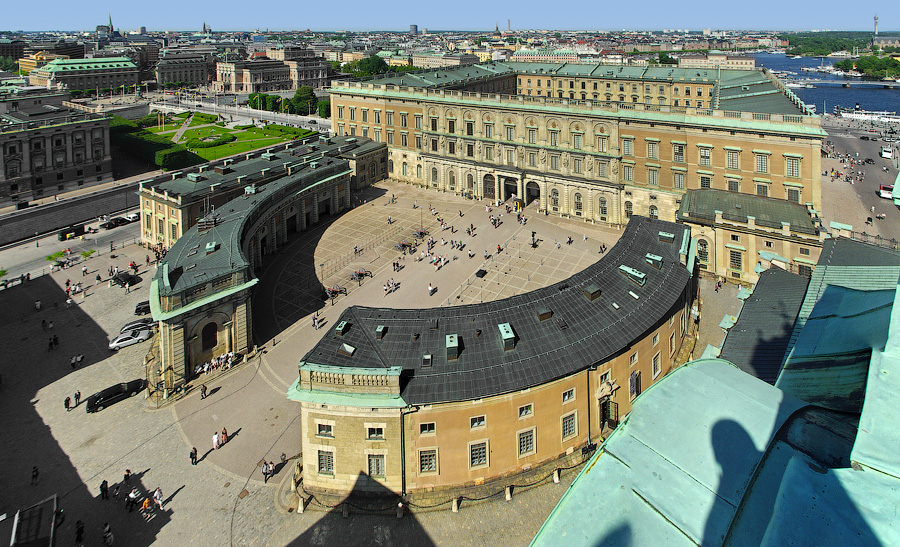
Vista do Palácio de Estocolmo.
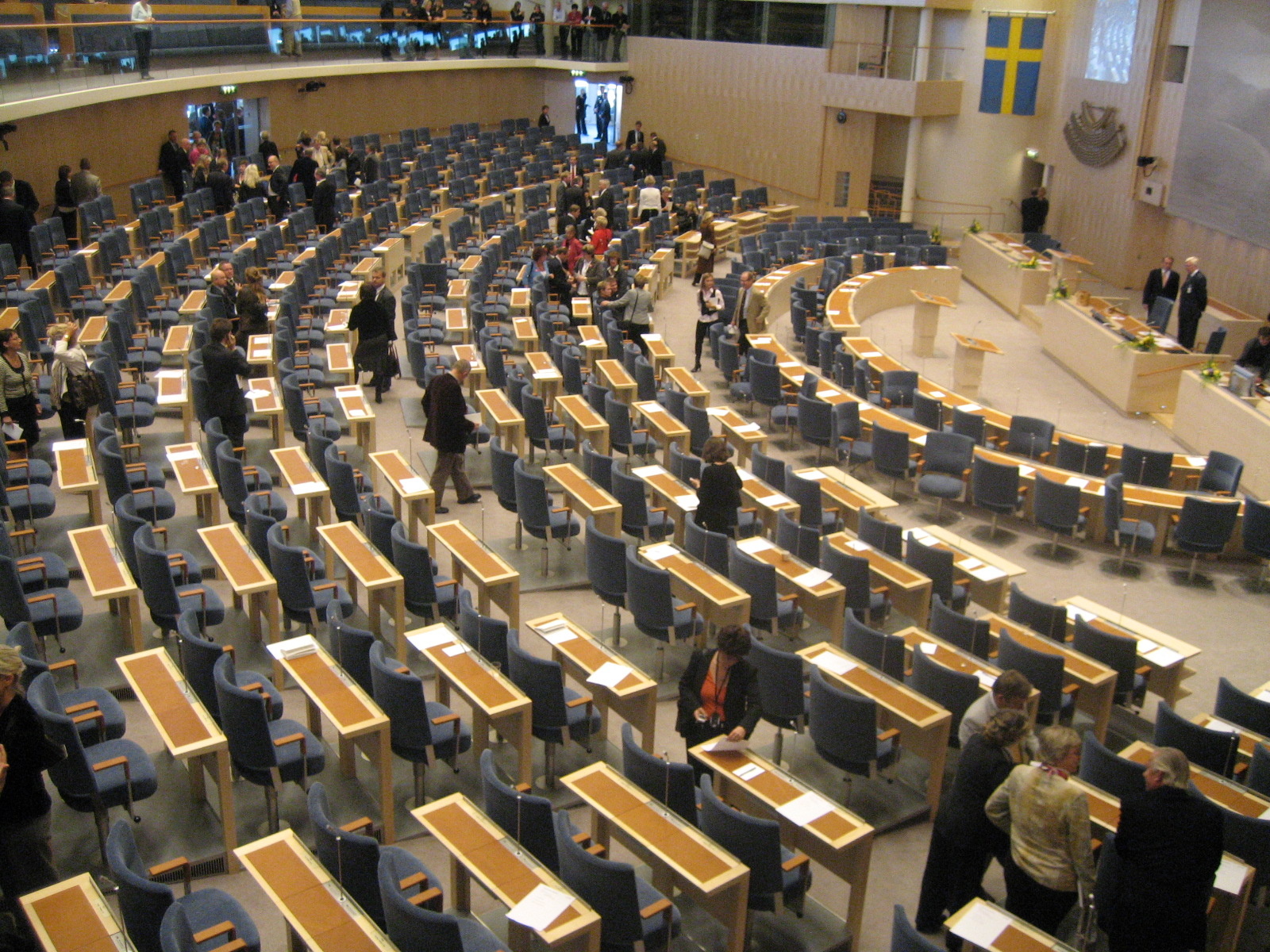
Visão interna do Riksdag, o Parlamento Sueco.